# Liste der diplomatischen Vertretungen in Deutschland

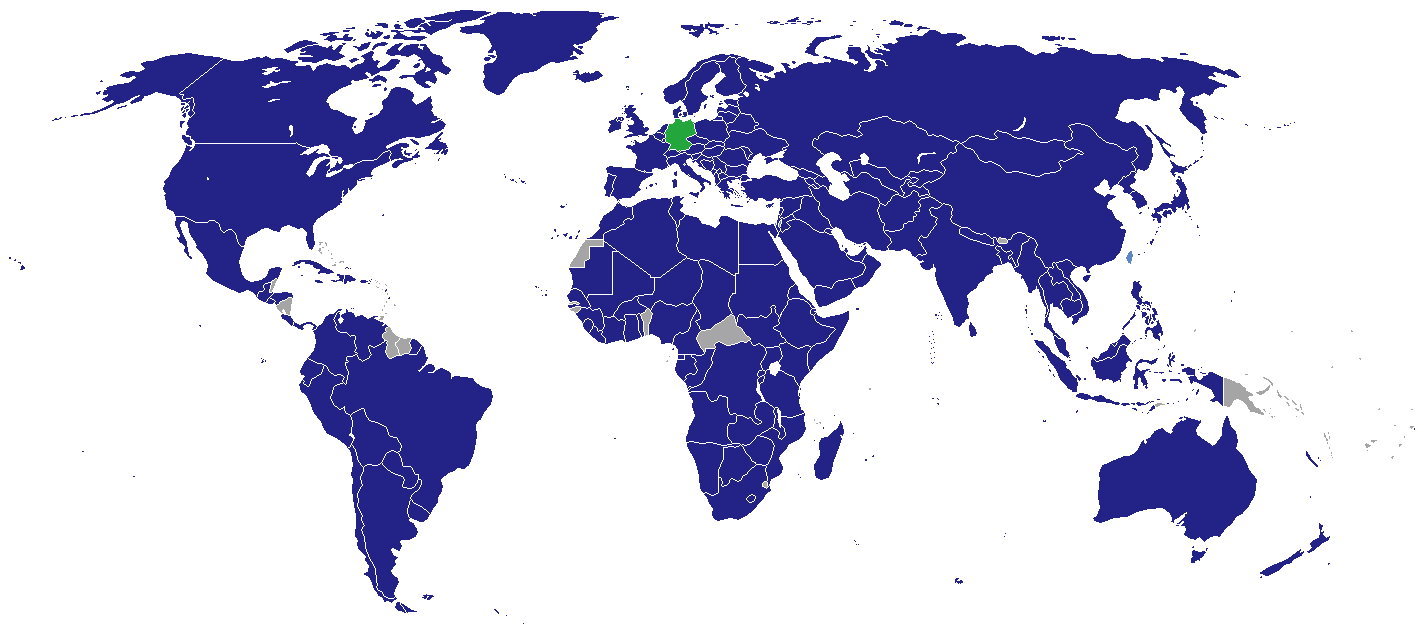
Staaten mit einer diplomatischen Vertretung in Deutschland (2017)

Dies ist eine Liste der aktuellen diplomatischen und konsularischen Vertretungen in Deutschland.
Zu den historischen Vertretungen/Botschaften siehe die jeweiligen Länder.
Die Bundesrepublik Deutschland unterhält diplomatische Beziehungen mit 195 Staaten der Erde: den 193 Mitgliedstaaten der Vereinten Nationen, dem Heiligen Stuhl sowie dem Kosovo (als einzigem der von den Vereinten Nationen nicht als selbstständige Staaten anerkannten Gebieten).
Derzeit (Stand Mai 2017) unterhalten 159 dieser Staaten eine Botschaft gegenüber der Deutschen Bundesregierung und ihren Verwaltungsbehörden in Berlin und Bonn. Von den übrigen – zumeist Zwergstaaten in der Karibik und Ozeanien – sind die Mehrheit über deren europäische Botschaften in Brüssel oder London auch in Deutschland akkreditiert. Keine diplomatischen, aber dennoch offizielle Beziehungen bestehen zwischen der Bundesrepublik und der Republik China (Taiwan) und den Palästinensischen Autonomiegebieten.

## Diplomatische Vertretungen

### Diplomatische Vertretungen inBerlin

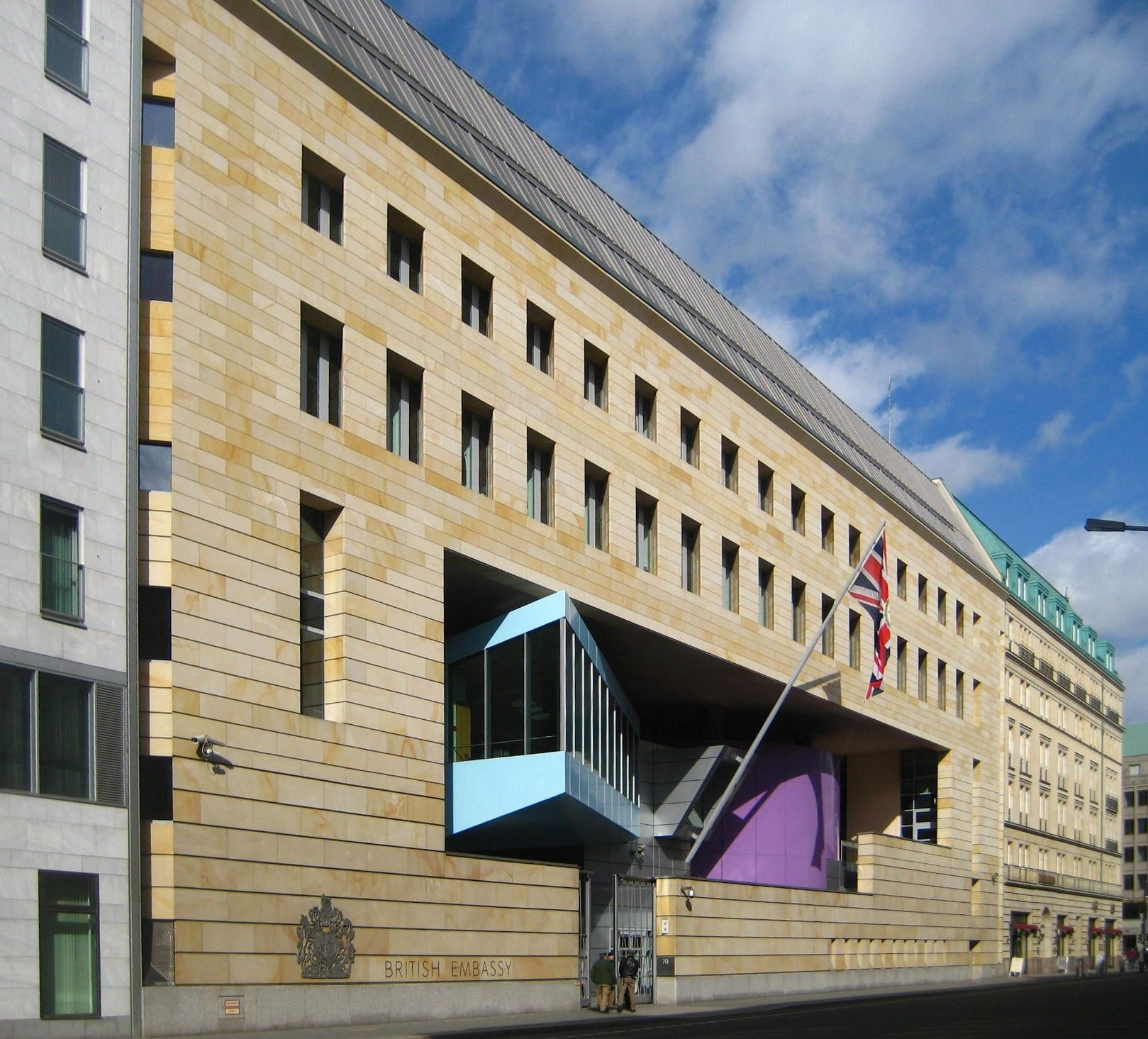
Britische Botschaft

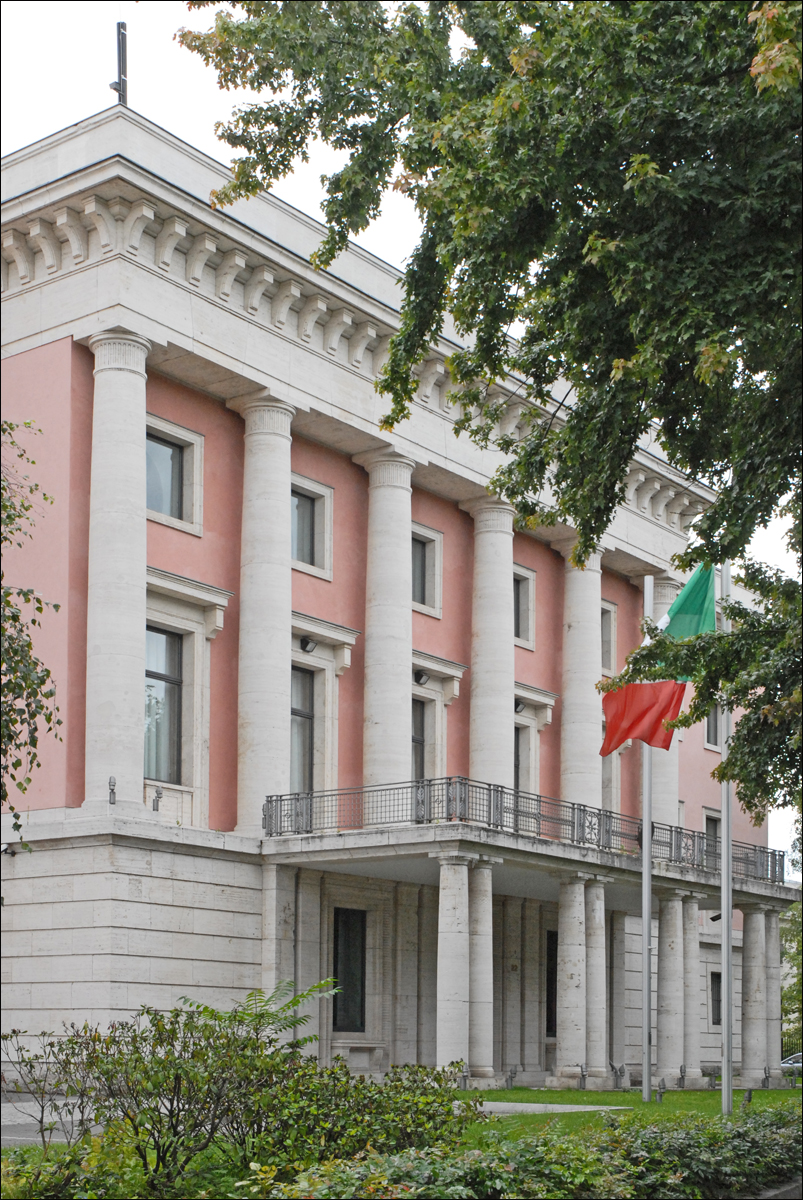
Die Tiergartenstraße ist Sitz der Botschaften von Indien, Italien (Bild), Japan, Österreich, Saudi-Arabien, Südafrika und der Türkei.

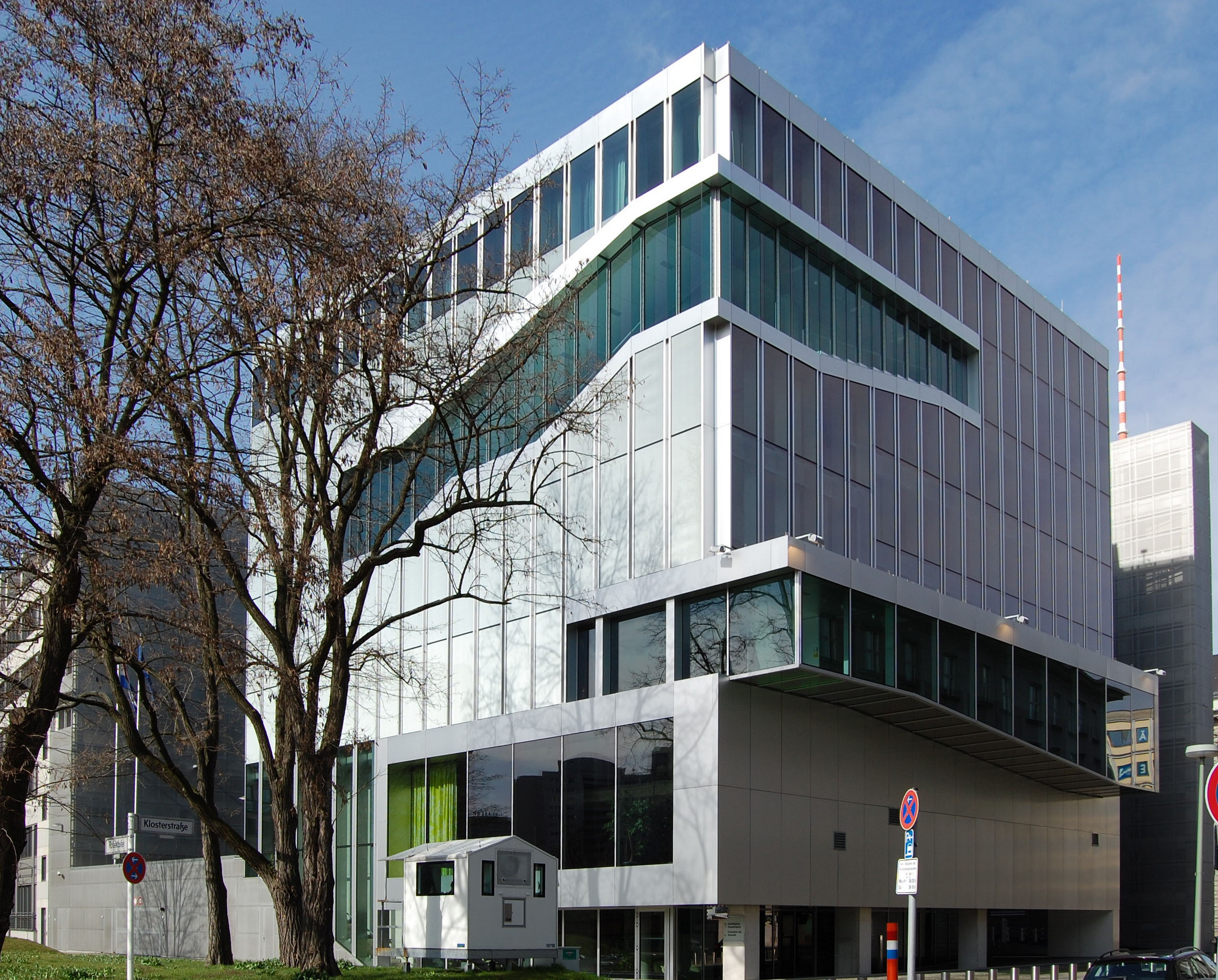
Der 2004 eröffnete Neubau der niederländischen Botschaft gewann mehrere internationale Architekturpreise.

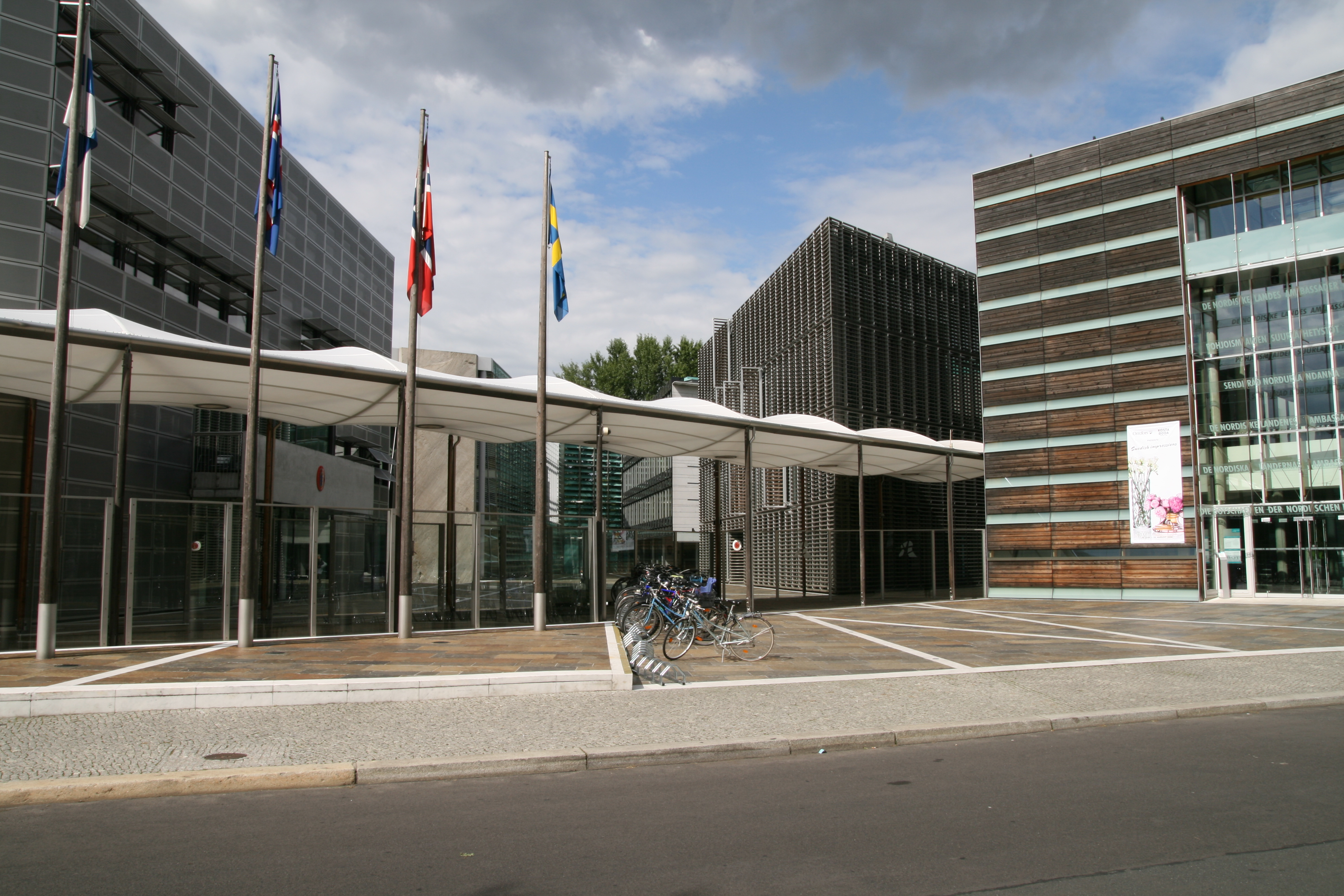
Die Nordischen Botschaften sind ein weltweit einmaliger Zusammenschluss von Botschaften mehrerer Staaten.

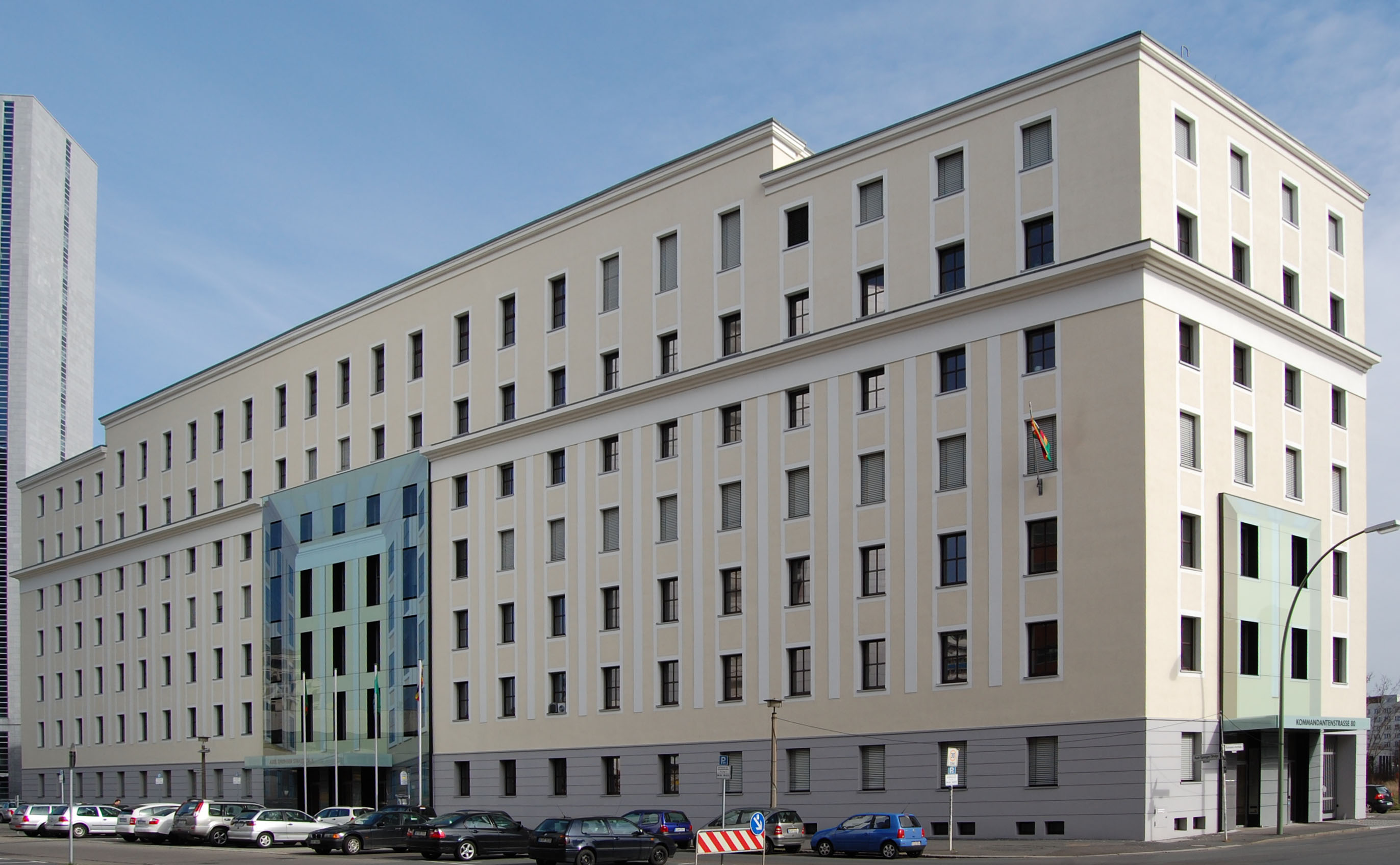
Im ehemaligen Verlagshaus des Schulbuchverlags Volk und Wissen befinden sich die Botschaften Sambias und Ugandas.

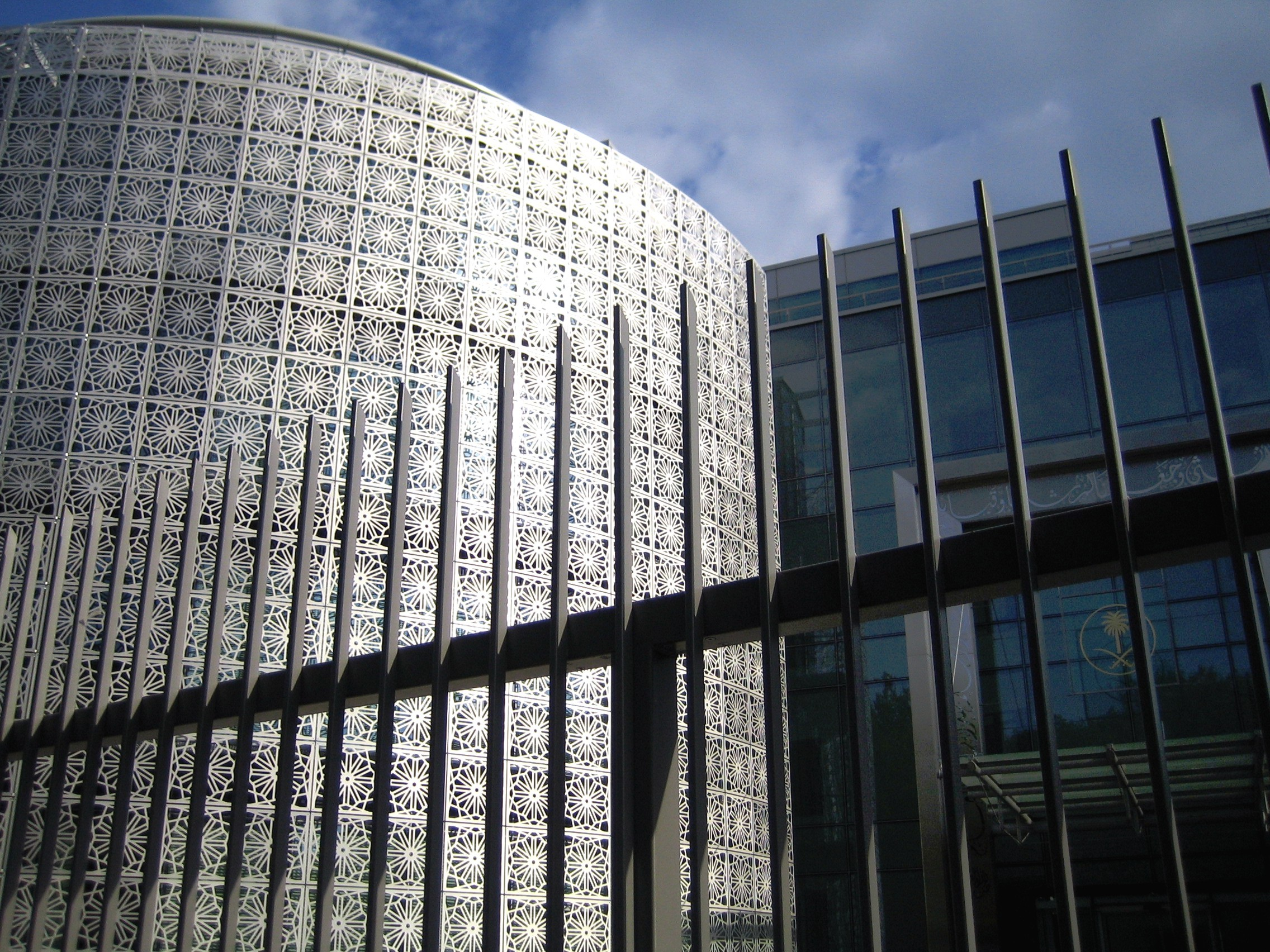
Botschaft Saudi-Arabiens

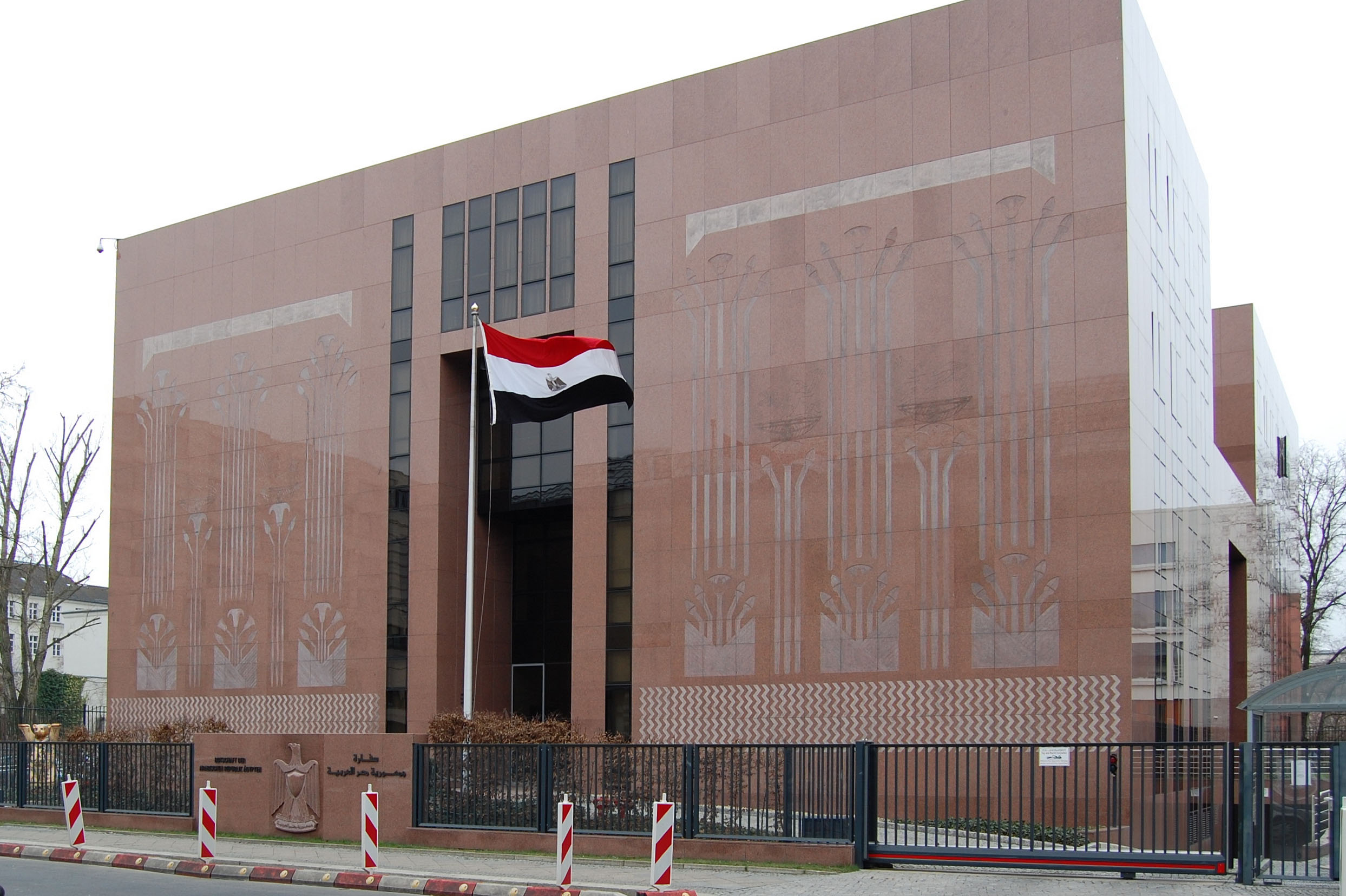
Ägyptische Botschaft im Botschaftsviertel

Diplomatische und konsularische Vertretungen in der Bundeshauptstadt Berlin.

#### Botschaften
Afghanistan, Botschaft (→ Liste der Botschafter)

 Ägypten, Botschaft (→ Liste der Botschafter)

 Albanien, Botschaft (→ Liste der Botschafter)

 Algerien, Botschaft (→ Liste der Botschafter)

 Angola, Botschaft

 Äquatorialguinea, Botschaft

 Argentinien, Botschaft (→ Liste der Botschafter)

 Armenien, Botschaft

 Aserbaidschan, Botschaft (→ Liste der Botschafter)

 Äthiopien, Botschaft

 Australien, Botschaft (→ Liste der Botschafter)

 Bahrain, Botschaft

 Bangladesch, Botschaft

 Belarus, Botschaft

 Belgien, Botschaft (→ Liste der Botschafter)

 Benin, Botschaft (→ Liste der Botschafter)

 Bolivien, Botschaft (→ Liste der Botschafter)

 Bosnien und Herzegowina, Botschaft

 Botswana, Botschaft

 Brasilien, Botschaft (→ Liste der Botschafter)

 Brunei, Botschaft

 Bulgarien, Botschaft

 Burkina Faso, Botschaft

 Burundi, Botschaft

 Chile, Botschaft (→ Liste der Botschafter)

 Volksrepublik China, Botschaft (→ Liste der Botschafter)

 Costa Rica, Botschaft

 Dänemark, Botschaft (→ Liste der Botschafter)

 Dominikanische Republik, Botschaft

 Dschibuti, Botschaft

 Ecuador, Botschaft

 Elfenbeinküste, Botschaft

 El Salvador, Botschaft

 Eritrea, Botschaft

 Estland, Botschaft (→ Liste der Botschafter)

 Finnland, Botschaft (→ Liste der Botschafter)

 Frankreich, Botschaft (→ Liste der Botschafter)

 Gabun, Botschaft

 Georgien, Botschaft

 Ghana, Botschaft

 Griechenland, Botschaft (→ Liste der Botschafter)

 Guatemala, Botschaft

 Guinea, Botschaft

 Guinea-Bissau, Botschaft

 Haiti, Botschaft

 Heiliger Stuhl, Nuntiatur (→ Liste der Nuntien)

 Honduras, Botschaft (→ Liste der Botschafter)

 Indien, Botschaft (→ Liste der Botschafter)

 Indonesien, Botschaft

 Irak, Botschaft (→ Liste der Botschafter)

 Iran, Botschaft (→ Liste der Botschafter)

 Irland, Botschaft (→ Liste der Botschafter)

 Island, Botschaft (→ Liste der Botschafter)

 Israel, Botschaft (→ Liste der Botschafter)

 Italien, Botschaft (→ Liste der Botschafter)

 Jamaika, Botschaft

 Japan, Botschaft (→ Liste der Botschafter)

 Jemen, Botschaft

 Jordanien, Botschaft

 Kambodscha, Botschaft

 Kamerun, Botschaft

 Kanada, Botschaft (→ Liste der Botschafter)

 Kap Verde, Botschaft

 Kasachstan, Botschaft

 Katar, Botschaft (→ Liste der Botschafter)

 Kenia, Botschaft

 Kirgisistan, Botschaft

 Kolumbien, Botschaft (→ Liste der Botschafter)

 Demokratische Republik Kongo, Botschaft

 Republik Kongo, Botschaft

 Südkorea, Botschaft

 Nordkorea, Botschaft

 Kosovo, Botschaft

 Kroatien, Botschaft (→ Liste der Botschafter)

 Kuba, Botschaft (→ Liste der Botschafter)

 Kuwait, Botschaft

 Laos, Botschaft

 Lettland, Botschaft (→ Liste der Botschafter)

 Libanon, Botschaft (→ Liste der Botschafter)

 Liberia, Botschaft

 Libyen, Botschaft (→ Liste der Botschafter)

 Liechtenstein, Botschaft

 Litauen, Botschaft (→ Liste der Botschafter)

 Luxemburg, Botschaft (→ Liste der Botschafter)

 Malaysia, Botschaft

 Malawi, Botschaft

 Malediven, Botschaft

 Mali, Botschaft

 Malta, Botschaft

 Marokko, Botschaft (→ Liste der Botschafter)

 Mauretanien, Botschaft

 Mauritius, Botschaft

 Mexiko, Botschaft (→ Liste der Botschafter)

 Moldau, Botschaft

 Monaco, Botschaft

 Mongolei, Botschaft

 Montenegro, Botschaft

 Mosambik, Botschaft

 Myanmar, Botschaft

 Namibia, Botschaft (→ Liste der Botschafter)

 Nepal, Botschaft

 Neuseeland, Botschaft (→ Liste der Botschafter)

 Niederlande, Botschaft (→ Liste der Botschafter)

 Niger, Botschaft

 Nigeria, Botschaft

 Nordmazedonien, Botschaft

 Norwegen, Botschaft

 Oman, Botschaft

 Österreich, Botschaft (→ Liste der Botschafter)

 Pakistan, Botschaft

 Panama, Botschaft

 Paraguay, Botschaft (→ Liste der Botschafter)

 Peru, Botschaft

 Philippinen, Botschaft

 Polen, Botschaft (→ Liste der Botschafter)

 Portugal, Botschaft (→ Liste der Botschafter)

 Ruanda, Botschaft

 Rumänien, Botschaft (→ Liste der Botschafter)

 Russland, Botschaft (→ Liste der Botschafter)

 Sambia, Botschaft

 Saudi-Arabien, Botschaft (→ Liste der Botschafter)

 Schweden, Botschaft (→ Liste der Botschafter)

 Schweiz, Botschaft (→ Liste der Botschafter)

 Senegal, Botschaft

 Serbien, Botschaft

 Sierra Leone, Botschaft

 Simbabwe, Botschaft

 Singapur, Botschaft

 Slowakei, Botschaft (→ Liste der Botschafter)

 Slowenien, Botschaft

 Somalia, Botschaft

 Spanien, Botschaft (→ Liste der Botschafter)

 Sri Lanka, Botschaft

 Südafrika, Botschaft (→ Liste der Botschafter)

 Sudan, Botschaft

 Südsudan, Botschaft

 Syrien, Botschaft (→ Liste der Botschafter)

 Tadschikistan, Botschaft

 Tansania, Botschaft

 Thailand, Botschaft

 Togo, Botschaft

 Tschad, Botschaft

 Tschechien, Botschaft (→ Liste der Botschafter)

 Tunesien, Botschaft

 Türkei, Botschaft (→ Liste der Botschafter)

 Turkmenistan, Botschaft

 Uganda, Botschaft (→ Liste der Botschafter)

 Ukraine, Botschaft (→ Liste der Botschafter)

 Ungarn, Botschaft (→ Liste der Botschafter)

 Uruguay, Botschaft

 Usbekistan, Botschaft

 Venezuela, Botschaft (→ Liste der Botschafter)

 Vereinigte Arabische Emirate, Botschaft

 Vereinigte Staaten, Botschaft (→ Liste der Botschafter)

 Vereinigtes Königreich, Botschaft (→ Liste der Botschafter)

 Vietnam, Botschaft

 Zypern, Botschaft

#### Vertretungen internationaler Organisationen
- Europäische Kommission: Vertretung
- Organisation für wirtschaftliche Zusammenarbeit und Entwicklung (OECD): Vertretung[17]
- Malteserorden: Vertretung

#### Sonstige Vertretungen
- Taiwan: Taipeh-Vertretung in der Bundesrepublik Deutschland
- Hongkong: Wirtschafts- und Handelsbüro
- Palästina: Vertretung

#### Generalkonsulate
Staaten, welche in der deutschen Hauptstadt neben ihren jeweiligen Botschaften auch separate Generalkonsulate für konsularische Dienste unterhalten.
- Türkei: Generalkonsulat[15]

#### Honorargeneralkonsulate
Staaten, welche in Deutschland durch einen Botschafter mit Sitz in Brüssel vertreten werden und in Berlin ein Honorargeneralkonsulat unterhalten.
- Bhutan: Honorargeneralkonsul[18]
- Eswatini: Honorargeneralkonsul[19]

### Diplomatische Vertretungen inBrandenburg
Lesotho
 Madagaskar

### Diplomatische Vertretungen inBonn

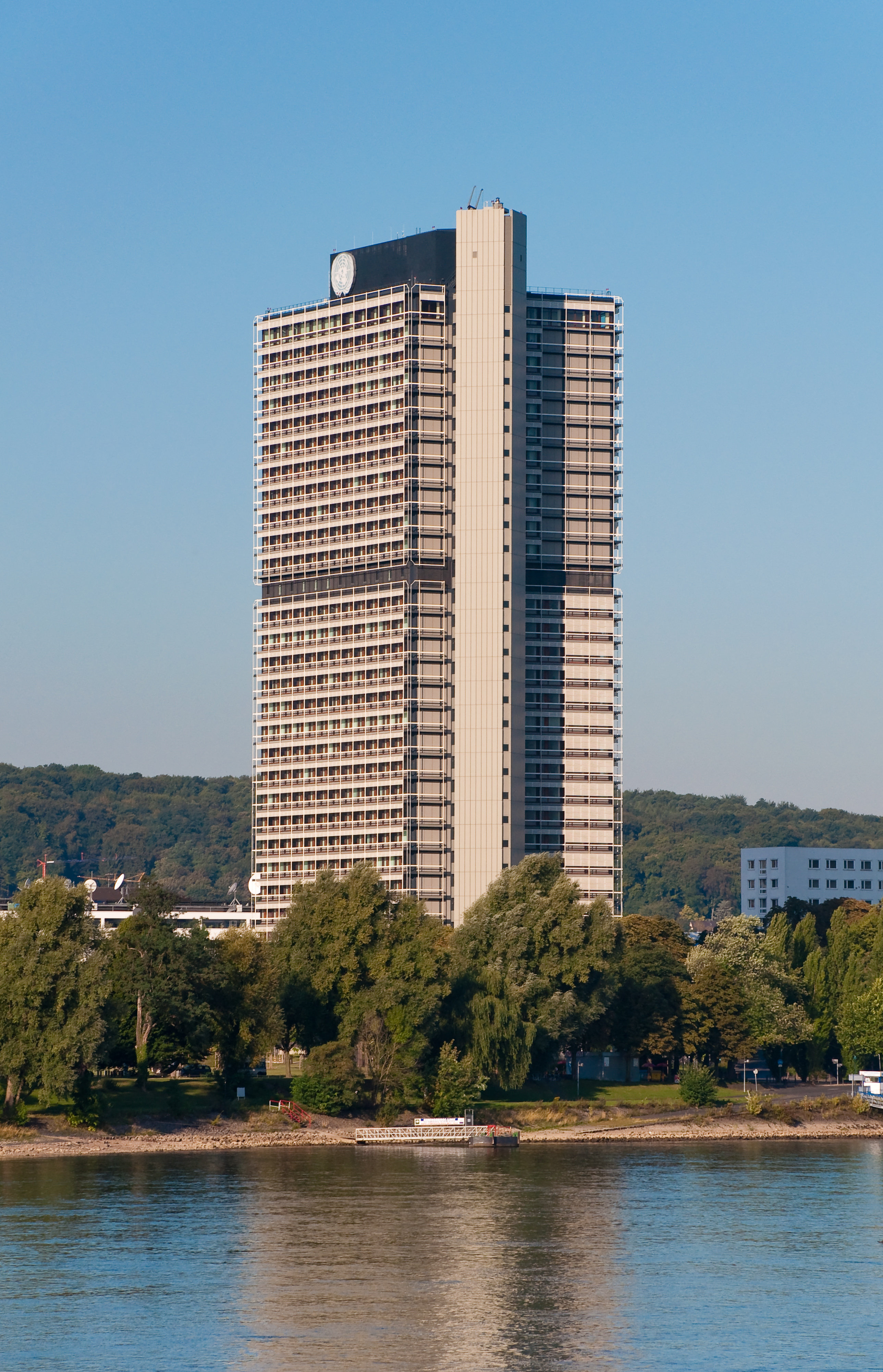
Langer Eugen, Sitz des UN-Campus Bonn

Diplomatische und konsularische Vertretungen in der Bundesstadt Bonn.
Bis zum Umzug der Bundesregierung von Bonn nach Berlin im Sommer 1999 war der Großraum Bonn Sitz nahezu aller diplomatischer Vertretungen in der Bundesrepublik. Die erste Botschaft, die Bonn mit ihrer Hauptstelle verließ, war die von Mazedonien im Juli 1997 – die letzten drei waren die von Kamerun (2008), Sierra Leone (2009) und der Demokratischen Republik Kongo (2010). Nach der Verlegung des Regierungssitzes hat sich Bonn zum bedeutendsten UN-Standort in Deutschland entwickelt und ist als Bundesstadt ein zweites politisches Zentrum in Deutschland geblieben. Daher ist Bonn derzeit die einzige Stadt in Deutschland, in der Außenstellen einer Botschaft bestehen, die sich häufig noch am Standort der ehemaligen Hauptstelle der Botschaft befinden. Sie nehmen teilweise zugleich diplomatische, konsularische und kulturelle Aufgaben wahr oder bestehen ausschließlich aus einzelnen Abteilungen wie Gesundheitsbüros (Katar) und militärischen Verbindungsstellen (USA).

#### Außenstellen von Botschaften
- Volksrepublik China: Außenstelle der Botschaft
- Irak: Außenstelle der Botschaft [K]
- Kasachstan: Außenstelle der Botschaft [K]
- Kirgisistan: Außenstelle der Botschaft [K]
- Katar: Außenstelle der Botschaft (Gesundheitsbüro)
- Korea, Republik: Außenstelle der Botschaft [K]
- Kuba: Außenstelle der Botschaft [K]
- Nordmazedonien: Außenstelle der Botschaft [K]
- Vereinigte Staaten: Außenstelle der Botschaft (Office of Defense Cooperation: Bonn Defense Liaison Office)

[K] = mit Konsularabteilung

#### Vertretungen internationaler Organisationen
- Europäische Kommission: Regionalvertretung
- Vereinte Nationen: Verbindungsbüro

#### (General)Konsulate
- Afghanistan: Generalkonsulat
- Argentinien: Konsulat
- Rumänien: Generalkonsulat
- Russland: Generalkonsulat[13]
- Tunesien: Generalkonsulat
- Vereinigte Arabische Emirate: Generalkonsulat

Honorarkonsulate
- Estland Honorarkonsulat[20]
- Togo: Honorarkonsulat[21]
- Trinidad und Tobago: Honorarkonsulat[22]

#### Sonstige Vertretungen
- Taiwan: Wissenschaftsabteilung[23]

## Konsularische Vertretungen im übrigen Deutschland
Frankfurt, München und Hamburg sind neben Berlin die drei größten Konsularstandorte in Deutschland. Die Standorte der konsularischen Vertretungen ergeben sich zum einen aufgrund eines Bedarfs an rechtlichen und konsularischen Diensten am jeweiligen Standort; für größere Staaten vertreten die Standorte zum anderen auch Konsularbezirke mit Zuständigkeit für die jeweilige Region bzw. Bundesland. Die Liste enthält nur Berufskonsulate (v. a. Generalkonsulate) und keine Honorarkonsulate.
Im Zuge der Europäischen Integration und des sich weiter integrierenden Handels und freien Personenverkehrs, wurden in Deutschland in den vergangenen Jahren zahlreiche Berufskonsulate europäischer Staaten geschlossen bzw. in Honorarkonsulate abgestuft; gleichzeitig kam es in Deutschland aber auch zur Neugründung einiger Berufskonsulate vorder-, ost- und zentralasiatischer Staaten.
Zu den Konsulatsschließungen gehören in Düsseldorf Generalkonsulate der Schweiz (2011) und von Slowenien (2012); in Hamburg Generalkonsulate von Schweden (2008), der Schweiz (2009), der Niederlande (2009), Österreich (2010), Italien (2011), Norwegen (2012), Honduras (2013) und Finnland (2013); in Hannover Generalkonsulate von Griechenland (2010) und Spanien (2010); in Köln ein Konsulat von Griechenland (2011) und Belgien (Mai 2015); und in Leipzig Generalkonsulate von Polen (2008) und Griechenland (2010). Zu den Konsulatseröffnungen der letzten Jahre gehören in München Konsulate von Israel (2011) und Kasachstan (2013), in Düsseldorf ein Generalkonsulat der Volksrepublik China (2015) und in Frankfurt ein Generalkonsulat des Irak (2012).

### Konsularische Vertretungen inBaden-Württemberg
Konsularische Vertretungen in Baden-Württemberg (ohne Honorarkonsulate)
- Bosnien und Herzegowina: Stuttgart, Generalkonsulat
- Kroatien: Stuttgart, Generalkonsulat
- Frankreich: Stuttgart, Generalkonsulat
- Griechenland: Stuttgart, Generalkonsulat[6]
- Italien: Stuttgart, Generalkonsulat[7]
- Italien: Freiburg im Breisgau, Konsulat[7]
- Kanada: Stuttgart, Konsulat
- Kosovo: Stuttgart, Konsulat
- Kroatien: Stuttgart, Generalkonsulat[9]
- Portugal: Stuttgart, Generalkonsulat
- Schweiz: Stuttgart, Generalkonsulat[14]
- Serbien: Stuttgart, Generalkonsulat
- Spanien: Stuttgart, Generalkonsulat
- Türkei: Karlsruhe, Generalkonsulat[15]
- Türkei: Stuttgart, Generalkonsulat[15]

### Konsularische Vertretungen inBayern
Konsularische Vertretungen in Bayern (ohne Honorarkonsulate).

#### Generalkonsulate

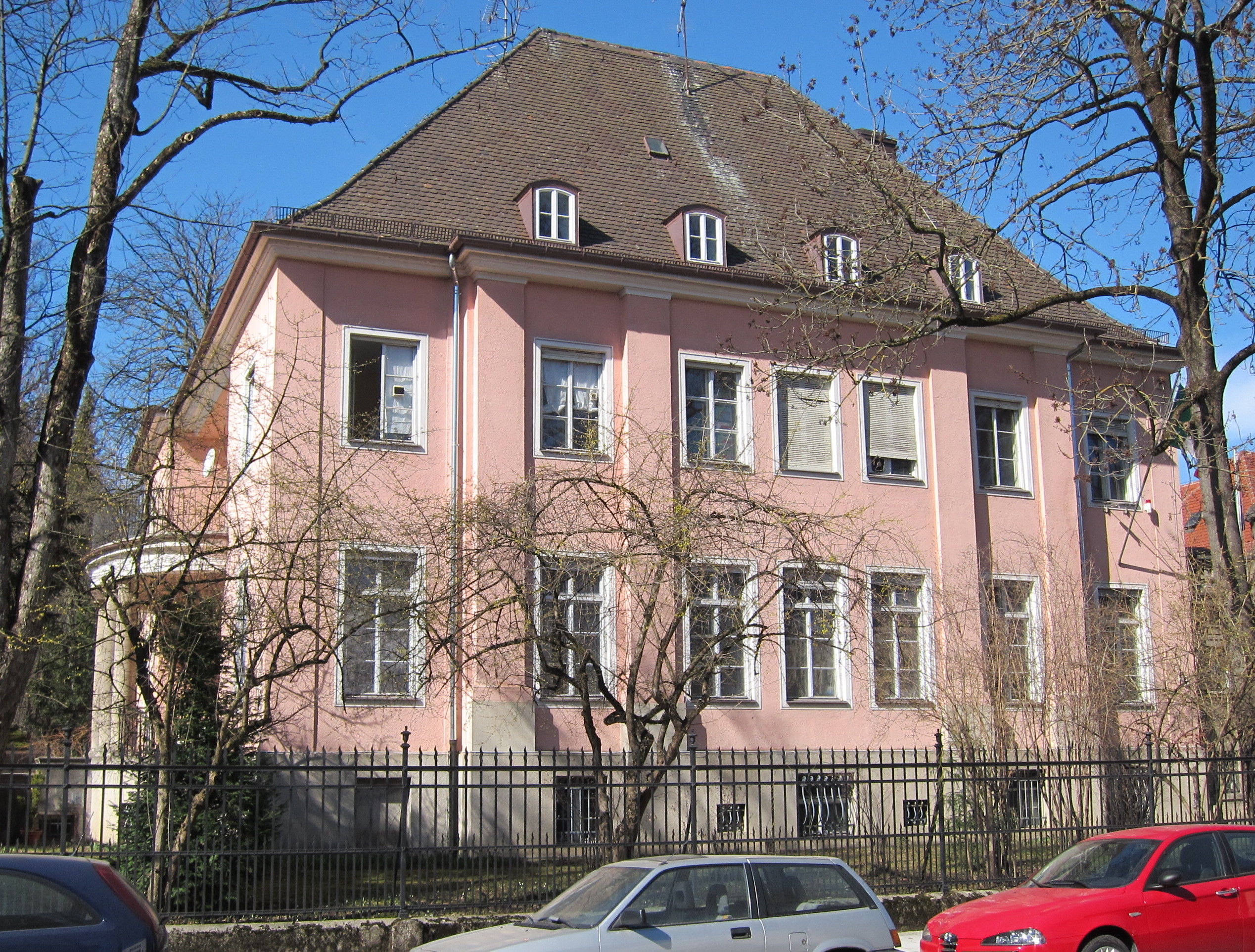
Italienisches Generalkonsulat in München-Bogenhausen

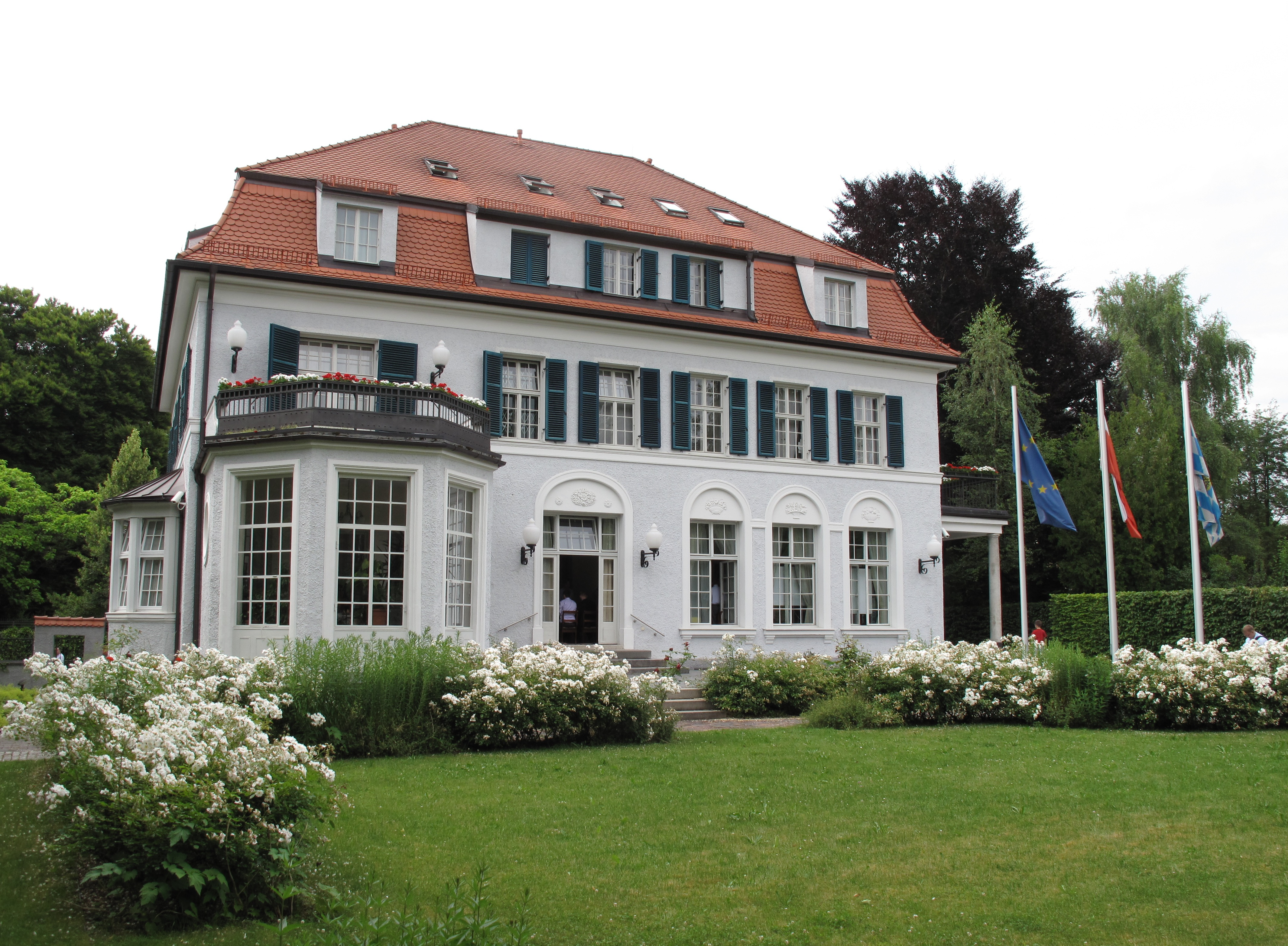
Polnisches Generalkonsulat in München-Bogenhausen

- Belarus: München, Generalkonsulat
- Bosnien und Herzegowina: München, Generalkonsulat
- Brasilien: München, Generalkonsulat
- Bulgarien: München, Generalkonsulat
- Chile: München, Generalkonsulat
- Volksrepublik China: München, Generalkonsulat[4]
- Dänemark: München, Generalkonsulat
- Frankreich: München, Generalkonsulat[5]
- Griechenland: München, Generalkonsulat[6]
- Indien: München, Generalkonsulat
- Israel: München, Generalkonsulat
- Italien: München, Generalkonsulat[7]
- Japan: München, Generalkonsulat[8]
- Kanada: München, Konsulat
- Kasachstan: München, Konsulat
- Kroatien: München, Generalkonsulat[9]
- Niederlande: München, Generalkonsulat[10]
- Nordmazedonien: München, Generalkonsulat
- Österreich: München, Generalkonsulat[11]
- Peru: München, Generalkonsulat
- Polen: München, Generalkonsulat[12]
- Rumänien: München, Generalkonsulat
- Schweiz: München, Generalkonsulat[14]
- Serbien: München, Generalkonsulat
- Slowakei: München, Generalkonsulat
- Slowenien: München, Generalkonsulat
- Spanien: München, Generalkonsulat
- Südafrika: München, Generalkonsulat
- Tschechien: München, Generalkonsulat
- Tunesien: München, Generalkonsulat
- Türkei: München, Generalkonsulat[15]
- Türkei: Nürnberg, Generalkonsulat[15]
- Ukraine: München, Generalkonsulat
- Ungarn: München, Generalkonsulat
- Vereinigte Arabische Emirate: München, Generalkonsulat
- Vereinigte Staaten: München, Generalkonsulat[16]
- Vereinigtes Königreich: München, Generalkonsulat

#### Sonstige Vertretungen
- Taiwan: München, Vertretung
- Europäische Kommission: München, Regionalvertretung

### Konsularische Vertretungen inBremen
- Vereinigte Staaten: Bremen, Konsulat

### Konsularische Vertretungen inHamburg
Konsularische Vertretungen in der Freien und Hansestadt Hamburg (ohne Honorarkonsulate).

#### Generalkonsulate

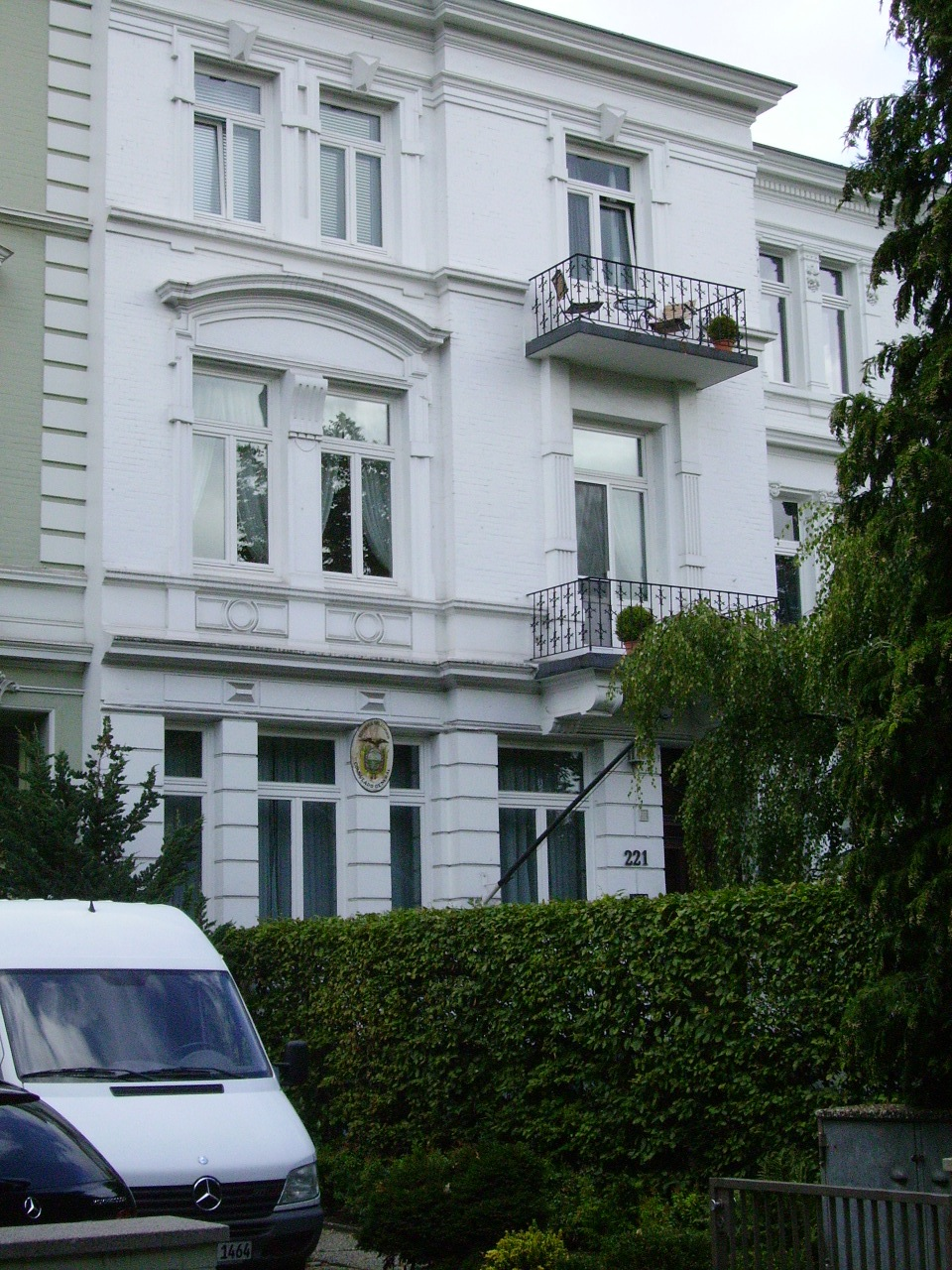
Ecuadorianisches Generalkonsulat in Hamburg-Rotherbaum

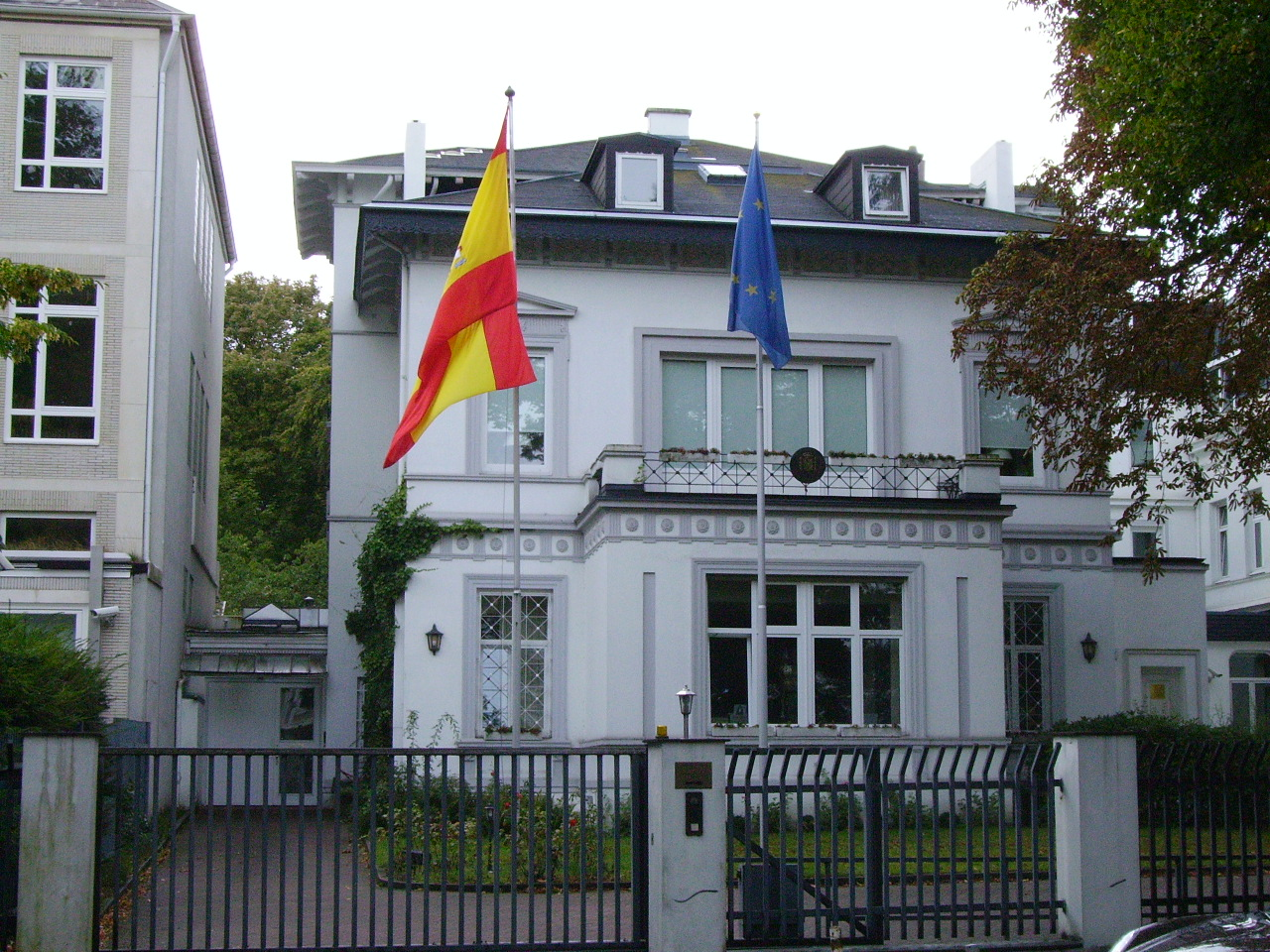
Spanisches Generalkonsulat in Hamburg-Rotherbaum

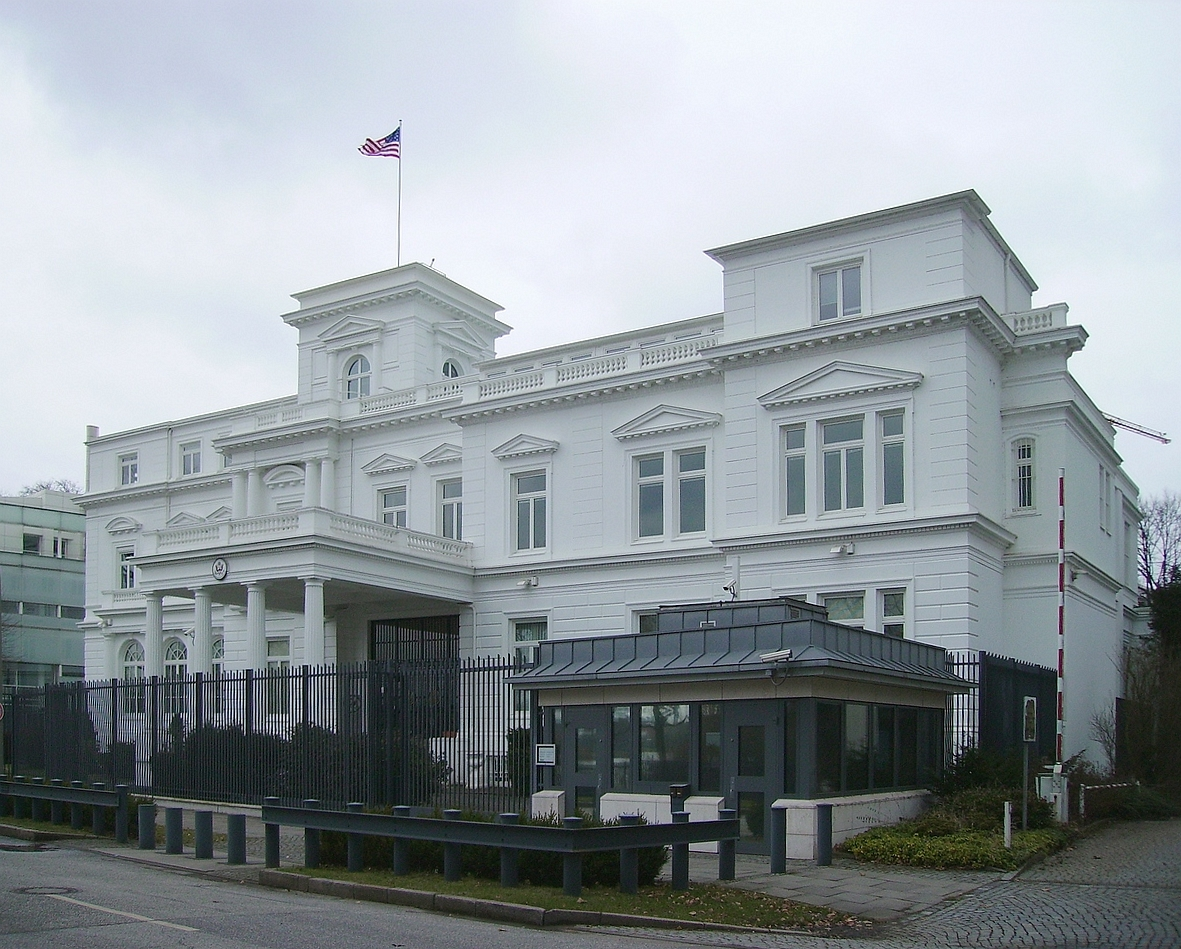
US-amerikanisches Generalkonsulat in Hamburg-Rotherbaum

- Ägypten: Hamburg, Generalkonsulat
- Argentinien: Hamburg, Generalkonsulat
- Chile: Hamburg, Generalkonsulat
- Volksrepublik China: Hamburg, Generalkonsulat[4]
- Dänemark: Hamburg, Generalkonsulat
- Dominikanische Republik: Hamburg, Generalkonsulat
- Ecuador: Hamburg, Konsulat
- Frankreich: Hamburg, Generalkonsulat[5]
- Griechenland: Hamburg, Generalkonsulat[6]
- Indien: Hamburg, Generalkonsulat
- Indonesien: Hamburg, Generalkonsulat
- Japan: Hamburg, Generalkonsulat[8]
- Korea, Republik: Hamburg, Generalkonsulat
- Kroatien: Hamburg, Generalkonsulat[9]
- Neuseeland: Hamburg, Generalkonsulat
- Panama: Hamburg, Generalkonsulat
- Peru: Hamburg, Generalkonsulat
- Polen: Hamburg, Generalkonsulat[12]
- Portugal: Hamburg, Generalkonsulat
- Serbien: Hamburg, Generalkonsulat
- Spanien: Hamburg, Generalkonsulat
- Tunesien: Hamburg, Konsulat
- Türkei: Hamburg, Generalkonsulat[15]
- Ukraine: Hamburg, Generalkonsulat
- Uruguay: Hamburg, Generalkonsulat
- Venezuela: Hamburg, Generalkonsulat
- Vereinigte Staaten: Hamburg, Generalkonsulat[16]
- Zypern: Hamburg, Generalkonsulat

#### Sonstige Vertretungen
- Taiwan: Hamburg, Vertretung

### Konsularische Vertretungen inHessen
Konsularische Vertretungen in Hessen (ohne Honorarkonsulate).

#### Generalkonsulate
- Ägypten: Frankfurt am Main, Generalkonsulat
- Algerien: Frankfurt am Main, Generalkonsulat
- Angola: Frankfurt am Main, Generalkonsulat
- Argentinien: Frankfurt am Main, Generalkonsulat
- Australien: Frankfurt am Main, Generalkonsulat
- Bosnien u. Herzegowina: Frankfurt am Main, Generalkonsulat
- Brasilien: Frankfurt am Main, Generalkonsulat
- Chile: Frankfurt am Main, Generalkonsulat
- Volksrepublik China: Frankfurt am Main, Generalkonsulat[4]
- Dom. Rep.: Frankfurt am Main, Generalkonsulat
- Eritrea: Frankfurt am Main, Generalkonsulat
- Frankreich: Frankfurt am Main, Generalkonsulat[5]
- Griechenland: Frankfurt am Main, Generalkonsulat[6]
- Indien: Frankfurt am Main, Generalkonsulat
- Indonesien: Frankfurt am Main, Generalkonsulat
- Irak: Frankfurt am Main, Generalkonsulat
- Irland: Frankfurt am Main, Generalkonsulat
- Italien: Frankfurt am Main, Generalkonsulat[7]
- Japan: Frankfurt am Main, Generalkonsulat[8]
- Kasachstan: Frankfurt am Main, Generalkonsulat
- Kirgisistan: Frankfurt am Main, Konsulat
- Kolumbien: Frankfurt am Main, Generalkonsulat
- Korea, Republik: Frankfurt am Main, Generalkonsulat
- Kosovo: Frankfurt am Main, Konsulat
- Kroatien: Frankfurt am Main, Generalkonsulat[9]
- Kuwait: Frankfurt am Main, Generalkonsulat
- Malaysia: Frankfurt am Main, Generalkonsulat
- Marokko: Frankfurt am Main, Generalkonsulat
- Mexiko: Frankfurt am Main, Generalkonsulat
- Moldau: Frankfurt am Main, Generalkonsulat
- Montenegro: Frankfurt am Main, Generalkonsulat
- Niederlande: Frankfurt am Main, Generalkonsulat[10]
- Pakistan: Frankfurt am Main, Generalkonsulat
- Peru: Offenbach am Main, Generalkonsulat
- Portugal: Frankfurt am Main, Generalkonsulat
- Schweiz: Frankfurt am Main, Generalkonsulat[14]
- Serbien: Frankfurt am Main, Generalkonsulat
- Spanien: Frankfurt am Main, Generalkonsulat
- Sri Lanka: Frankfurt am Main, Generalkonsulat
- Thailand: Frankfurt am Main, Generalkonsulat
- Türkei: Frankfurt am Main, Generalkonsulat[15]
- Turkmenistan: Frankfurt am Main, Generalkonsulat
- Ukraine: Frankfurt am Main, Generalkonsulat
- Usbekistan: Frankfurt am Main, Generalkonsulat
- Venezuela: Frankfurt am Main, Generalkonsulat
- Vereinigte Staaten: Frankfurt am Main, Generalkonsulat[16]

#### Sonstige Vertretungen
- Taiwan: Frankfurt am Main, Vertretung

### Konsularische Vertretungen inNiedersachsen
Konsulate mit Sitz in Niedersachsen (ohne Honorarkonsulate).
- Italien: Hannover, Generalkonsulat[7]
- Italien: Wolfsburg, Konsularagentur[30]
- Türkei: Hannover, Generalkonsulat[15]

### Konsularische Vertretungen inNordrhein-Westfalen
Konsularische Vertretungen in Nordrhein-Westfalen (ohne Honorarkonsulate).

#### Generalkonsulate
- Afghanistan: Bonn, Generalkonsulat
- Argentinien: Bonn, Konsulat

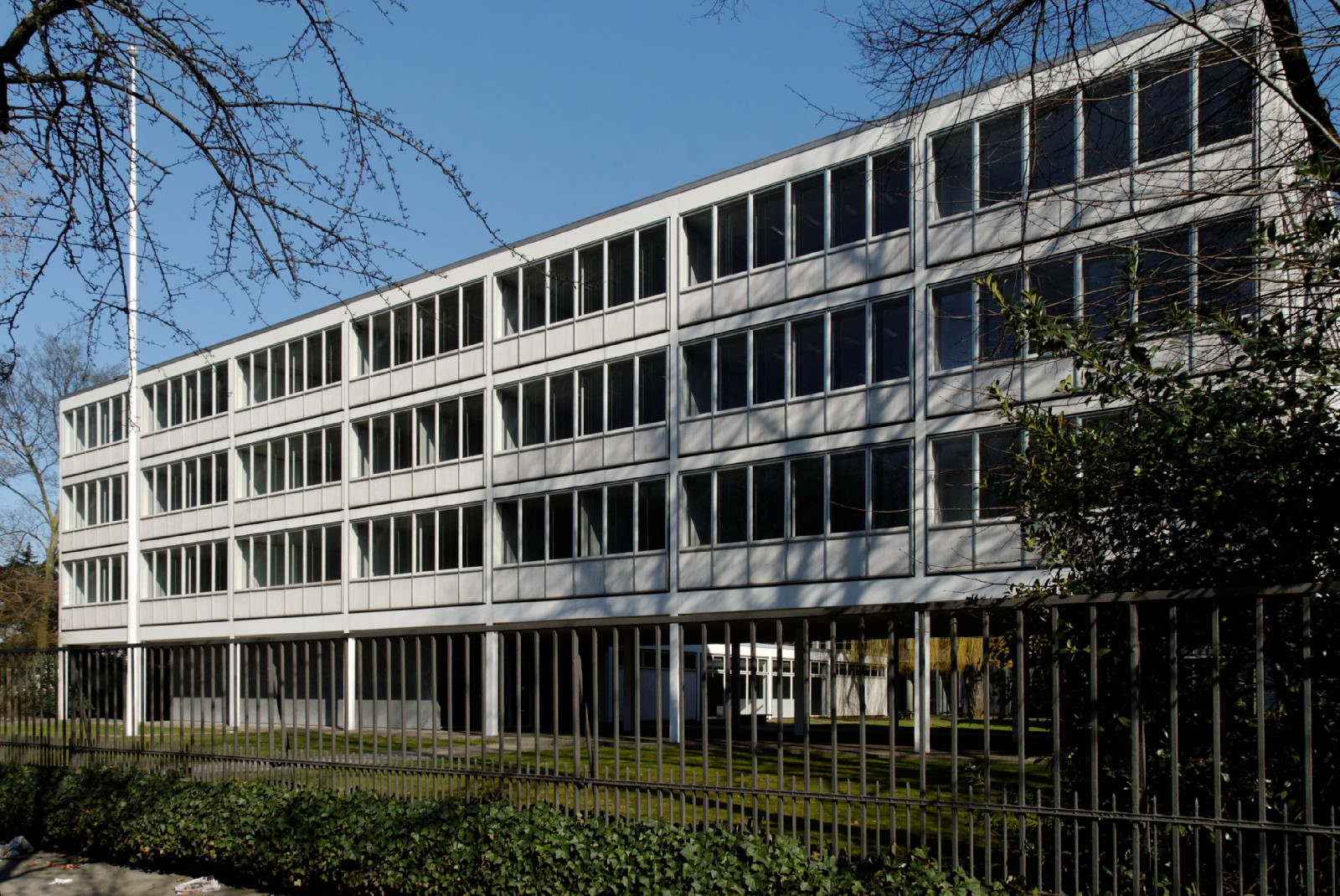
US-amerikanisches Generalkonsulat in Düsseldorf-Golzheim

- Volksrepublik China: Düsseldorf, Generalkonsulat[4]
- Frankreich: Düsseldorf, Generalkonsulat[5]
- Griechenland: Düsseldorf, Generalkonsulat[6]
- Italien: Köln, Generalkonsulat[7]
- Italien: Dortmund, Konsulat[7]
- Kanada: Düsseldorf, Konsulat
- Kroatien: Düsseldorf, Generalkonsulat
- Japan: Düsseldorf, Generalkonsulat[8]
- Marokko: Düsseldorf, Generalkonsulat
- Niederlande: Düsseldorf, Generalkonsulat[10]
- Polen: Köln, Generalkonsulat[12]
- Portugal: Düsseldorf, Generalkonsulat
- Rumänien: Bonn, Generalkonsulat
- Russland: Bonn, Generalkonsulat[13]
- Serbien: Düsseldorf, Generalkonsulat
- Spanien: Düsseldorf, Generalkonsulat
- Tschechien: Düsseldorf, Generalkonsulat
- Tunesien: Bonn, Generalkonsulat
- Türkei: Düsseldorf, Generalkonsulat[15]
- Türkei: Essen, Generalkonsulat[15]
- Türkei: Hürth, Generalkonsulat[15]
- Türkei: Münster, Generalkonsulat[15]
- Ukraine: Düsseldorf, Generalkonsulat
- Vereinigtes Königreich: Düsseldorf, Generalkonsulat
- Vereinigte Staaten: Düsseldorf, Generalkonsulat[16]

#### Sonstige Vertretungen
- Europäische Kommission: Bonn, Regionalvertretung
- Vereinte Nationen: Bonn, Verbindungsbüro

### Konsularische Vertretungen inRheinland-Pfalz
- Türkei: Mainz, Generalkonsulat[15]

### Konsularische Vertretungen imSaarland
- Frankreich: Saarbrücken, Generalkonsulat

### Konsularische Vertretungen inSachsen
- Tschechien: Dresden, Generalkonsulat
- Vereinigte Staaten: Leipzig, Generalkonsulat[16]

### Konsularische Vertretungen inSchleswig-Holstein
- Dänemark: Flensburg, Generalkonsulat

## Akkreditierte Botschaften im Ausland

### Europa

#### Brüssel
- Barbados: Botschaft
- Belize: Botschaft
- Bhutan: Botschaft
- Dominica: Botschaft
- Eswatini: Botschaft
- Gambia: Botschaft (→ Liste der Botschafter)
- Guyana: Botschaft
- Osttimor: Botschaft (→ Liste der Ständigen Vertreter Osttimors bei der Europäischen Union)
- Papua-Neuguinea: Botschaft
- Salomonen: Botschaft
- Samoa: Botschaft
- São Tomé und Príncipe: Botschaft
- Seychellen: Botschaft
- Suriname: Botschaft
- Tuvalu: Botschaft
- Vanuatu: Botschaft

#### London
- Antigua und Barbuda: Botschaft
- Bahamas: Botschaft
- Fidschi: Botschaft
- Nauru: Botschaft
- St. Kitts und Nevis: Botschaft
- St. Lucia: Botschaft
- St. Vincent und die Grenadinen: Botschaft
- Tonga: Botschaft
- Trinidad und Tobago: Botschaft

#### Andere Standorte
- Andorra: Botschaft, Wien
- Komoren: Botschaft, Paris
- Zentralafrikanische Republik: Botschaft, Paris

### Übersee
- Marshallinseln: Botschaft, New York
- Föderierte Staaten von Mikronesien: Botschaft, Washington, D.C.
- Palau: Botschaft, Washington, D.C.